# Burg Altbruchhausen
Die Burg Altbruchhausen ist eine abgegangene, hochmittelalterliche Burg der Grafen von Oldenburg-Bruchhausen am Nordrand von Bruchhausen in der Gemeinde Bruchhausen-Vilsen im Landkreis Diepholz in Niedersachsen.

## Geschichte
Ein Geschlecht der Grafen von Oldenburg-Bruchhausen erscheint ab 1189 in den Quellen. Heinrich III. teilte 1259 die Herrschaft zwischen seinen Söhnen Heinrich V. und Ludolf  II. auf, Alt-Bruchhausen ging an Ludolf II. Die 1271 erfolgte Erwähnung von Burgmannen bezeugt indirekt die Existenz der Burg. Ausdrücklich wird sie aber erst 1336 erwähnt. Der durch eine Erbtochter der Grafen in den Besitz von Alt-Bruchhausen gelangte Graf Nicolaus von Tecklenburg verkaufte 1338 Burg und Herrschaft von Alt-Bruchhausen an die Grafschaft Hoya, wobei ihm ein Wohnrecht auf Lebenszeit eingeräumt wurde. 1423/24 wurden Burg und Flecken vom Grafen von Oldenburg niedergebrannt und anschließend wiederaufgebaut. Die Grafen von Hoya verpfändeten die Burg mehrfach. Von 1563 bis 1620 diente die Anlage der Gräfin Katharina als Witwensitz. Mit dem Aussterben des Grafenhauses 1582 kam das Amt Alt-Bruchhausen an die Fürsten von Braunschweig-Lüneburg. 1627 ist das Schloss im Dreißigjährigen Krieg von dänischen Truppen niedergebrannt worden, wobei ausgerechnet die hölzernen Burggebäude unversehrt blieben. 1630 wurde mit dem Wiederaufbau in Stein begonnen. In der 2. Hälfte des 17. Jhs. diente das Schloss den Celler Herzögen häufig zu Jagdaufenthalten und als temporäre Residenz. 1775 wurde es abgerissen und durch ein Amtshaus mit Nebengebäuden ersetzt. Dieses ist seit 1978 in Privatbesitz.

## Baugeschichte
Beim gegenwärtigen Forschungsstand können keine definitiven Angaben über den Zeitpunkt der Errichtung der ersten Burganlage gemacht werden. 1424 erfolgte nach einer Brandschatzung durch die Oldenburger ein Wiederaufbau der Burg. Merian schreibt in seiner Topographia Germaniae 1654/58, dass ursprünglich ein hölzerner Turm vorhanden gewesen sei. Der weitere Ausbau habe auch in Holz stattgefunden, bis die Gräfin Katharina 1565 steinerne Gebäude errichtet habe. Durch sie sei die Burg zum Schloss ausgebaut worden. Nach dessen Zerstörung 1627 wurde 1630 mit dem Wiederaufbau begonnen. 1775 wurde das Schloss abgerissen und das heutige Amtshaus errichtet. Ein im gleichen Zug errichtetes Wirtschaftsgebäude wurde 1938 abgerissen, von ihm steht südwestlich des Amtshofes noch eine Mauer.

## Beschreibung
Laut den Angaben von Merian haben bis ins 17. Jahrhundert neben einem hölzernen Bergfried weitere hölzerne Gebäude gestanden haben. Dazu kamen Steingebäude, die im letzten Drittel des 16. Jahrhunderts im Zuge des Ausbaus der Burg zum Schloss erbaut worden sind. Ein Merianstich von 1654 zeigt nur wenig detailliert das 1630 errichtete Amtshaus als großes Bruchsteingebäude. Das heutige Amtshaus aus dem Ende des 18. Jahrhunderts ist ein einfacher Backsteinbau auf hohem Kellergeschoss. In der 2. Hälfte des 19. Jahrhunderts war es noch teilweise von einem Wall und Graben umgeben. Heute sind neben dem erhöhten Burggelände noch seichte Grabenreste hinter dem Gebäude zu sehen.
1936 stieß man beim Verlegen einer Wasserleitung auf alte Grundmauern der Burg, die aus großen Granitfindlingen aufgebaut waren, deren Zwischenräume größtenteils mit zerbrochenen Ziegelsteinen im Klostersteinformat ausgefüllt waren.